# Torvik (Nesodden)
Torvik este o localitate din comuna Nesodden, provincia Akershus, Norvegia, cu o suprafață de 0,37 km² și o populație de 366 locuitori (2013).